# 堀あかり
堀 あかり（ほり あかり、1986年6月1日 - ）は、日本の元タレント・女優である。奈良県奈良市出身。ホリプロ大阪支社に所属していた。

## 来歴・人物
20歳の誕生日を契機に堀 あかりに改名。2006年5月31日までは堀 朱里として活動していた。
アイドルユニット「HOP CLUB」に所属。女優、タレント活動の他、グラビア写真集でも活躍している。趣味は散歩、特技はストリートダンス。
阪神タイガースのファンで、『週刊トラトラタイガース』のキャスターも務めていたことがある。2007年からはJリーグ・ガンバ大阪のホームゲーム専属MCを務めるなどスポーツとの関わりも深い。
高校生の頃、落語家の林家染丸に寄席囃子（お囃子、下座）や落語を授業の一環で教わっていた。出演番組の『上方演芸ホール』でもお囃子を披露している。
2005年4月、立命館大学文学部人文学科東洋史学専攻にAO入試で入学。
2008年11月11日、日本中央競馬会（JRA）所属騎手の池添謙一との結婚を発表。2009年2月23日、大阪市内で結婚披露宴を行なった。同年3月21日、立命館大学文学部人文学科東洋史学専攻を卒業。同年5月7日、第1子となる女児を出産。
2010年4月4日、自身の公式ブログにて芸能界引退を発表。

## 出演

### テレビドラマ
- ドレミソラ（2002年7月 - 9月、TBS系）
- 17才夏。 第2話（2003年7月12日、朝日放送（ABCテレビ））
- てるてる家族（2003年9月 - 2004年3月、NHK総合）
- ドラゴン桜（2005年7月 - 9月、TBS系） - 戸田明日美 役
  - 麻紀の友人・戸田明日美。グラビアアイドルで麻紀の学校にリポーターとしてやってくる。

### テレビ番組
- ゲンキ王国 〜GENKING〜（2002年10月 - 2003年9月、KTV） - 番組内ユニット「Jolly Jolly」として
- おはよう朝日です（ABC）準レギュラー
- 週刊トラトラタイガース（2005年、YTV）
- オモシロ好奇心☆どろんぱ!（2005年4月 - 9月、YTV）
- FNNスーパーニュースアンカー スポーツコーナー（2006年4月 - 2008年9月、KTV）
  - 当初は月曜・火曜を担当。同年10月から水曜も担当。
- 上方演芸ホール（2007年4月 - 2009年3月、NHK総合）
- ビジネス新伝説 ルソンの壺 （NHK総合）

### ラジオ番組
- これが漫才だ（ラジオ大阪）

### 写真集
- HOPCLUB 1st 写真集「STEP1」（2002年、彩文館出版）HOP CLUB名義

### ビデオ・DVD
- JUMP UP（2002年、竹書房）HOP CLUB名義
- mango!!（2005年9月、ライブドア）
- アイドル解体新書 〜私の取説〜 FILE.#6 堀朱里（2006年4月、ベガファクトリー）

（他、HOP CLUB名義の出演分等有り）

### Vシネマ
- 難波金融伝・ミナミの帝王（vol.58）銀次郎vs夜逃げ屋（2006年10月27日、ケイエスエスエムイー） - 山岸望美 役